# Chart show
Chart show (glazbena emisija s top-ljestvicom) je radijska i televizijska glazbena emisija na kojoj se izvode dio ili sve skladbe s vrha glazbenih top-ljestvica, novi singlovi u pojedinim državama, izabrane skladbe s novih albuma, skladbe koje su se vratile na gornji dio ljestvice, singlovi koji su na nekom tržištu stari ali su novi na drugom (često je odnos UK i SAD) razgovori s aktualno popularnim glazbenicima s tih ljestvica. U emisiji se pušta skladba s nosača zvuka ili glazbeni video spot ako je na televiziji. Ponekad gostujući glazbenici uživo nastupe u emisiji, ili u televizijskom slučaju nastupaju uz playback, dok im sam taj nastup posluži kao glazbeni spot. Ova vrsta emisija izvodi suvremene hitove. Hrvatske postaje izvode hrvatske i inozemne glazbene ljestvice. Top-ljestvica koju izvodi ovakva glazbena emisija može biti u izboru slušatelja, DJ-a, gledatelja ili VJ-a neke postaje, a može biti određena teritorijem neke države, regije, grada, može biti emisija posvećena određenom glazbenom žanru.